# 外国口座税務コンプライアンス法
外国口座税務コンプライアンス法（がいこくこうざぜいむコンプライアンスほう、英語: Foreign Account Tax Compliance Act ; FATCA、略称ファトカ）は、2010年に成立し2013年に施行されたアメリカ合衆国（米国）の法律である。米国外金融機関等（FFI）に対し、米国人顧客の身元・保有する口座の資産・取引の詳細な記録をアメリカ合衆国内国歳入庁に直接報告するよう義務づけるもので、オフショア取引による富裕層の税金逃れ防止策の支柱となっている。